# 레알 무르시아
레알 무르시아(Real Murcia C.F. S.A.D.)는 무르시아에 위치한 에스타디오 누에바 콘도미나를 근거로 하는 스페인의 축구 클럽이다. 이 축구단은 1908년에 창단 되었으며 현재 프리메라 페데라시온에 속해 있다.

## 현재 선수 명단
2024년 11월 11일 기준 (2024년 현재는 많이 바뀌어 있다
참고: FIFA 자격 규정에 따라 소속된 국가대표팀 국기를 표시합니다. 선수는 복수의 FIFA 비회원국 국적을 가지고 있을 수 있습니다.
| 번호 | 포지션 | 국적     | 이름                   |
| ---- | ------ | -------- | ---------------------- |
| 1    | GK     | 우루과이 | 파브리안 카리니        |
| 2    | DF     |          | 스테판 피그뇰          |
| 3    | DF     |          | 알레산드로 마라논      |
| 4    | DF     |          | 후안 오초아            |
| 5    | MF     |          | 세사르 아르소          |
| 6    | MF     |          | 브루노 에레로 아리아스 |
| 7    | FW     |          | 헤노크 고이톰          |
| 8    | MF     | 우루과이 | 마리오 레게이로        |
| 9    | MF     |          | 엔리케 데 루카스       |
| 10   | MF     |          | 아벨                   |
| 11   | MF     |          | 호프레                 |
| 13   | GK     |          | 안토니오 노타리오      |

| 번호 | 포지션 | 국적     | 이름                       |
| ---- | ------ | -------- | -------------------------- |
| 14   | DF     |          | 알바로 메히아              |
| 15   | MF     | 우루과이 | 파블로 가르시아            |
| 16   | DF     |          | 프란시스코 페냐            |
| 17   | MF     |          | 프란시스코 갈라르도        |
| 18   | FW     |          | 페르난두 바이아누          |
| 19   | FW     | 우루과이 | 이반 알론소                |
| 20   | FW     |          | 리치                       |
| 21   | DF     |          | 이반 콰드라도              |
| 22   | FW     |          | 이니구                     |
| 23   | MF     |          | 쿠로 토레스                |
| 25   | MF     |          | 호세 마리아 모비야         |
| 30   | GK     |          | 알베르토 가르시아 카브레라 |

## 역대 감독
| 감독                         | 임기      |
| ---------------------------- | --------- |
| 안토닌 피베브르              | 1932~1933 |
| 후안 아르메트                | 1940~1941 |
| 이그나시오 에이사기레        | 1960~1962 |
| 페르디난드 다우치크          | 1963~1964 |
| 안토니 라마예츠              | 1964~1965 |
| 페렌츠 푸스카스              | 1975      |
| 호세 이글레시아스 페르난데스 | 1976      |
| 호아킨 페이로                | 1992~1993 |
| 호아킨 페이로                | 2003~2004 |
| 존 토샥                      | 2004      |
| 훌리오 벨라스케스            | 2013~2014 |
| 구스타보 무누아              | 2023      |
| 프란 페르난데스              | 2024~     |